# Jakobsbergs Centrum

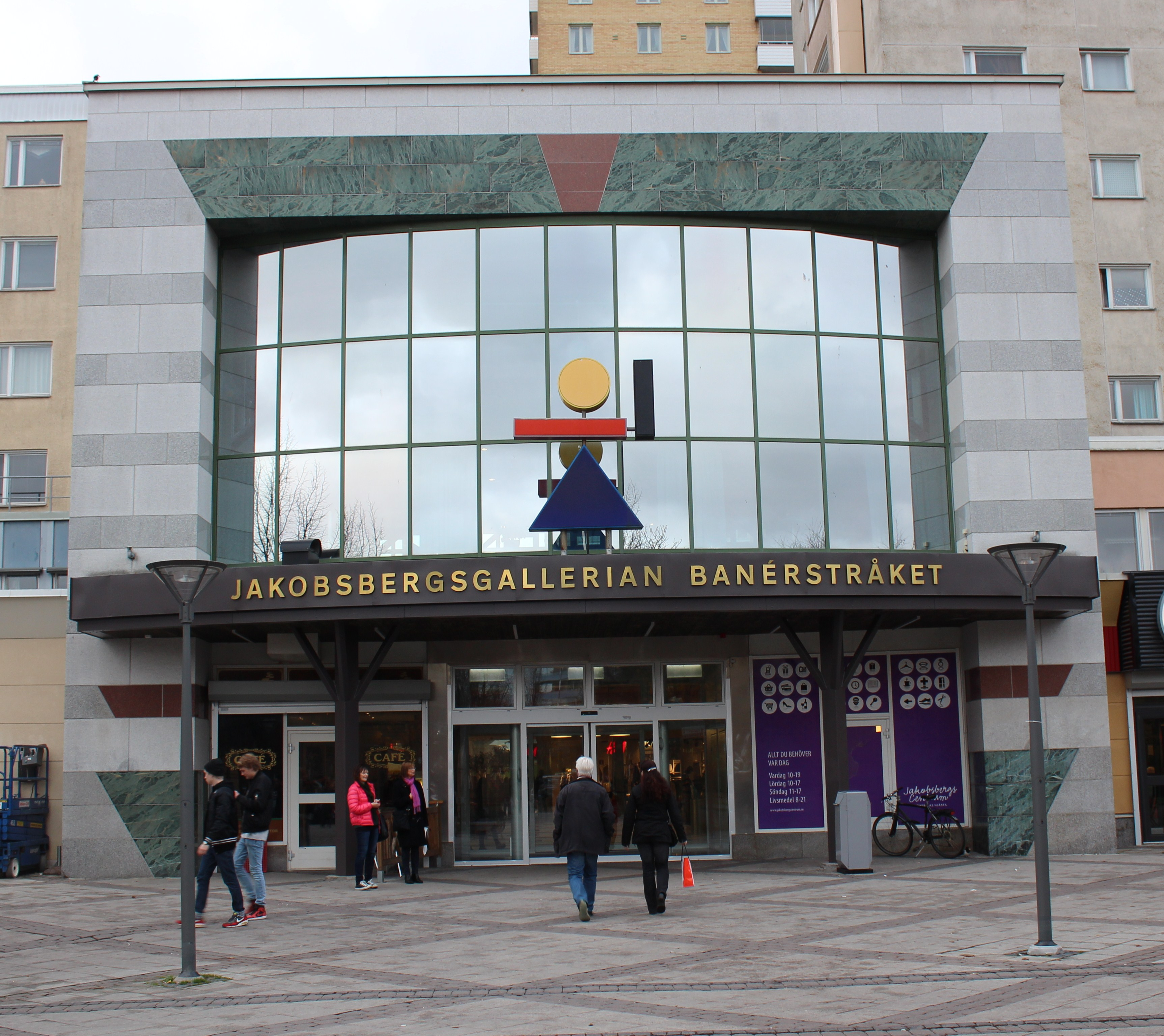
Jakobsbergsgallerian entré vid Banérstråket.

Jakobsbergs Centrum är ett köpcentrum i Jakobsberg i Järfälla kommun med butiksytor, bostäder och kontor. Köpcentrumet rymmer butiker, caféer och restauranger samt servicefunktioner. I Jakobsbergs Centrum finns det 25 900 kvadratmeter butiksytor fördelade på ett 60-tal butiker (juni 2025), bostäder om 26 000 kvadratmeter och 13 000 kvadratmeter olika kontorslokaler samt ytor för kommunal verksamhet och restauranger av olika slag. Jakobsbergs Centrum ägs av Citycon. Citycon tillträde den 11 September 2006 som ägare till huvuddelen av de fastigheter som utgör Jakobsbergs Centrum. Idag har fastigheten en yta om drygt 67 000 kvadratmeter. Citycon är Finlands ledande fastighetsbolag specialiserat på köpcentrum och detaljhandelsfastigheter. Citycon är noterat på den finländska börsen.
Centrumområdet har under åren varit föremål för ombyggnader och Centrumgallerian, eller Jakobsbergsgallerian, invigdes den 24 oktober 1993 av kungaparet. Jakobsbergs centrum utsågs till Årets Köpcentrum samma år, 1993, och fick kommunens byggnadsmärke från Riksförbundet för Hembygdsvårds byggnadsmärke för god byggnadsvård. Jakobsbergs Centrum är beläget vid pendeltågsstationen, Jakobsbergs station. 
De senaste åren har många butiker i Jakobsbergs centrum stängt. 2021 stängde tre restauranger i centrum, det var Matadoren, Tastys och Burger King. Samma år upphörde även butiken H&M. 2022 stängde konditoriet Sans Rival samt butikerna Gina Tricot, Hemtex och Myrorna. 2024 flyttade Coop och Handelsbanken till Barkarby. I april 2025 gick bokhandelskedjan Klackenbergs Böcker och Papper på Banérstråket 11 i Jakobsbergsgallerian i konkurs. Butiken i Jakobsberg är en av sju bokhandlare som stänger. Däremot har optikerföretaget Contacta Eyewear funnits i Jakobsberg i över 30 år. Idag är Contacta det enda företaget som finns kvar under samma ägarskap.

## Historik

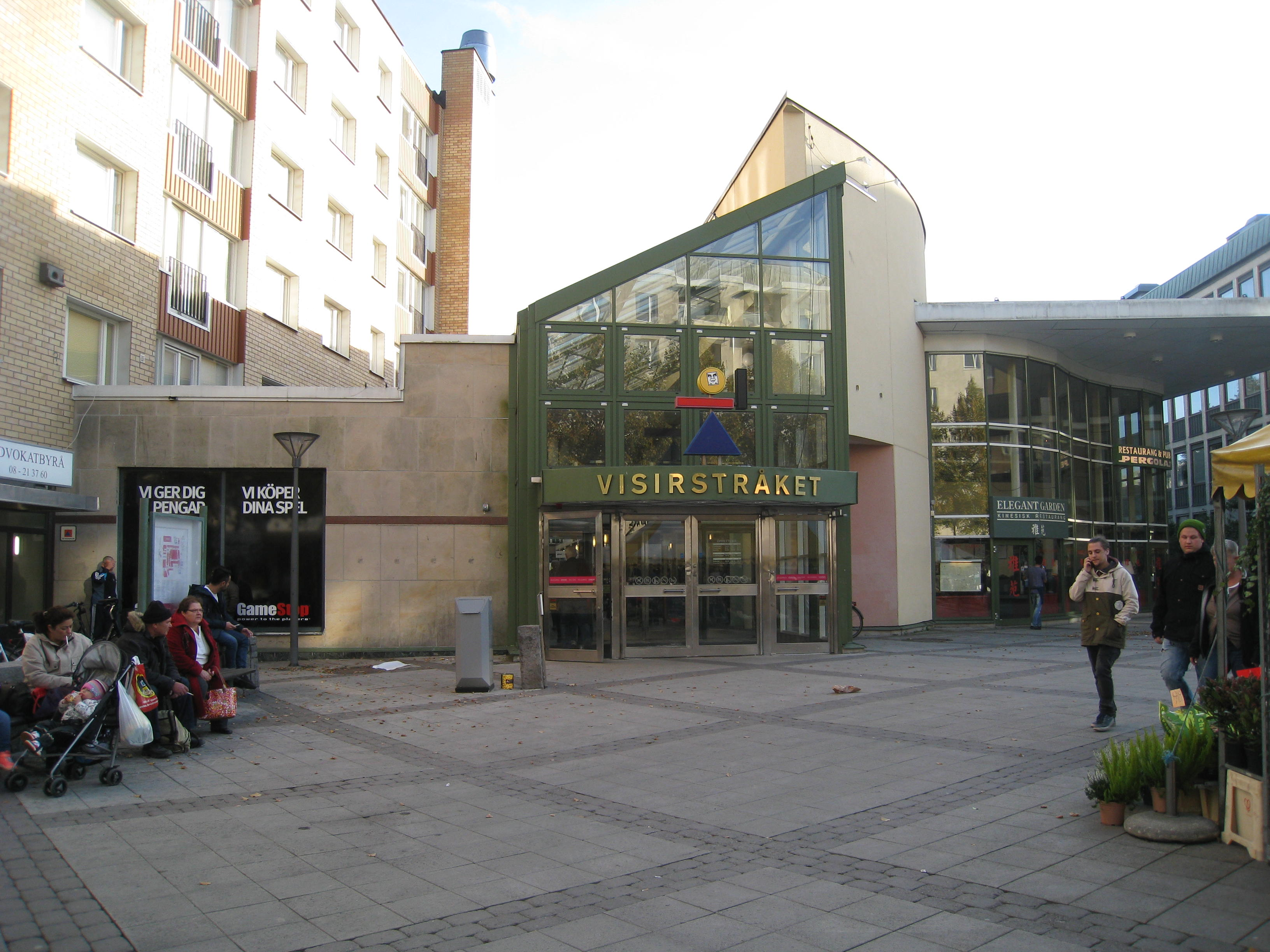
Jakobsbergsgallerians entré vid Visirstråket.

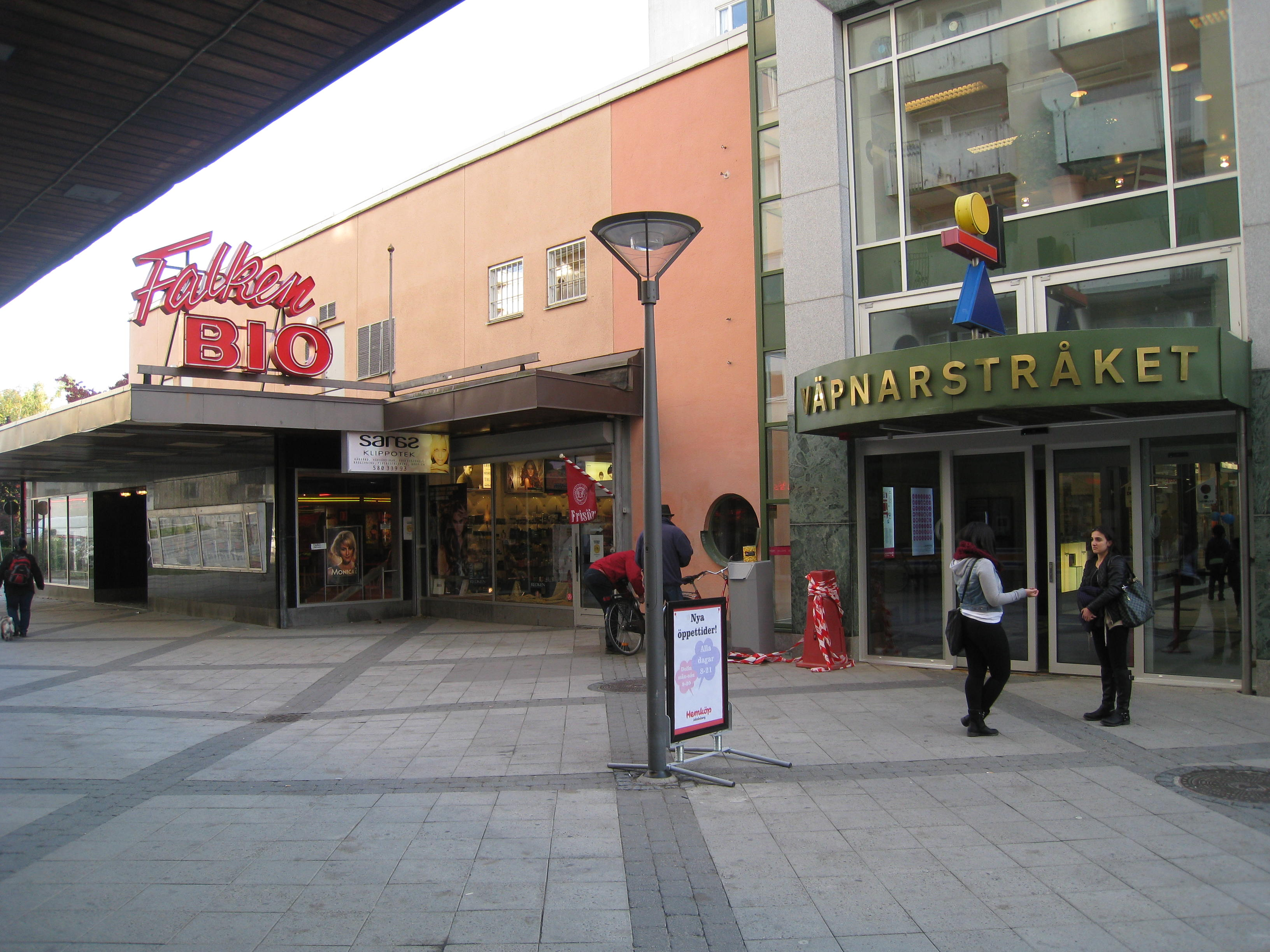
Jakobsbergsgallerians entré vid Väpnarstråket och entré till biografen Falken.

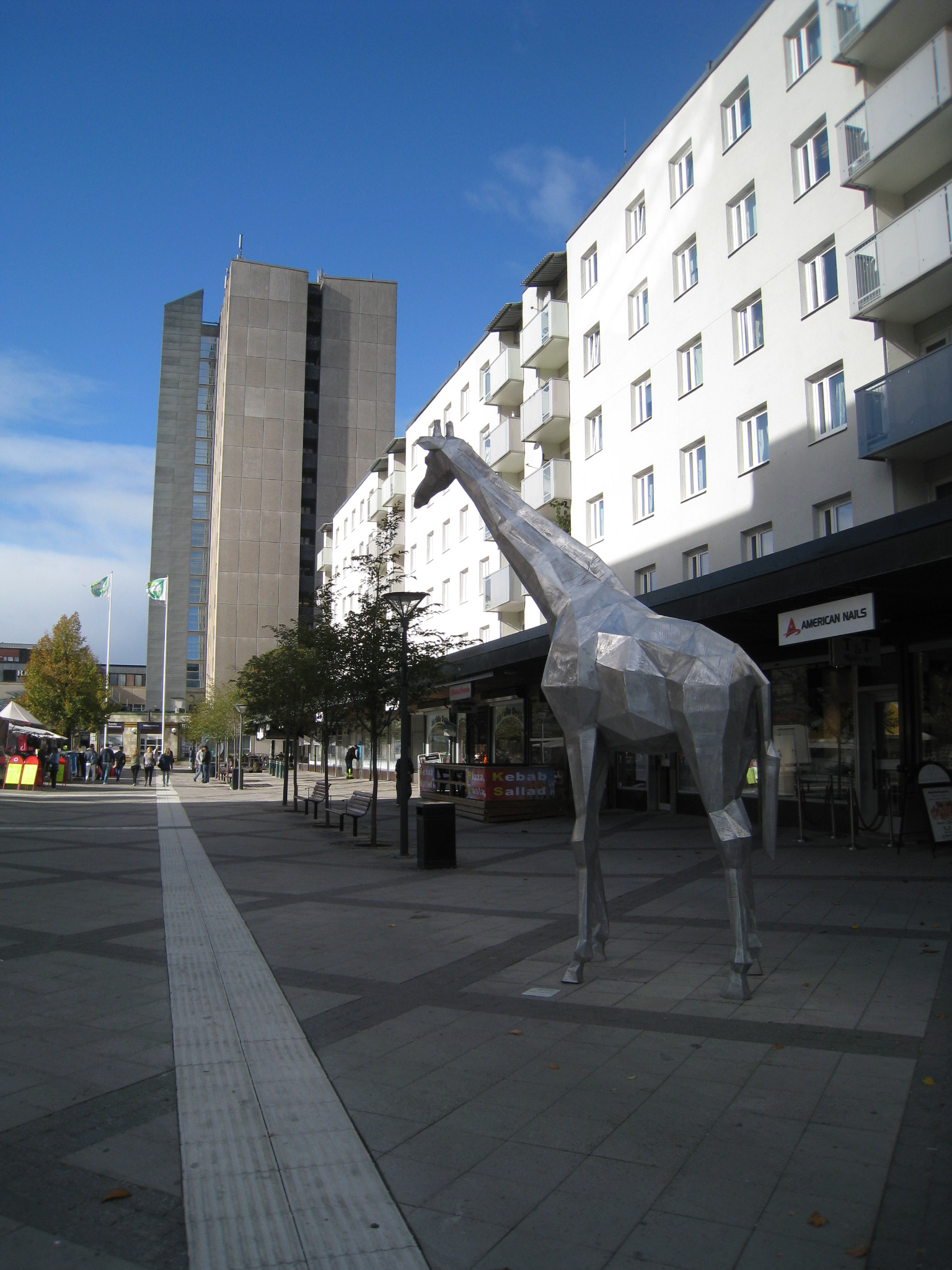
Posthuset, höghuset vid Riddarplatsen, i Jakobsbergs Centrum. I förgrunden står Giraffen i aluminium. Skulpturen skapades 2015 av konstnären Thomas Karlsson.

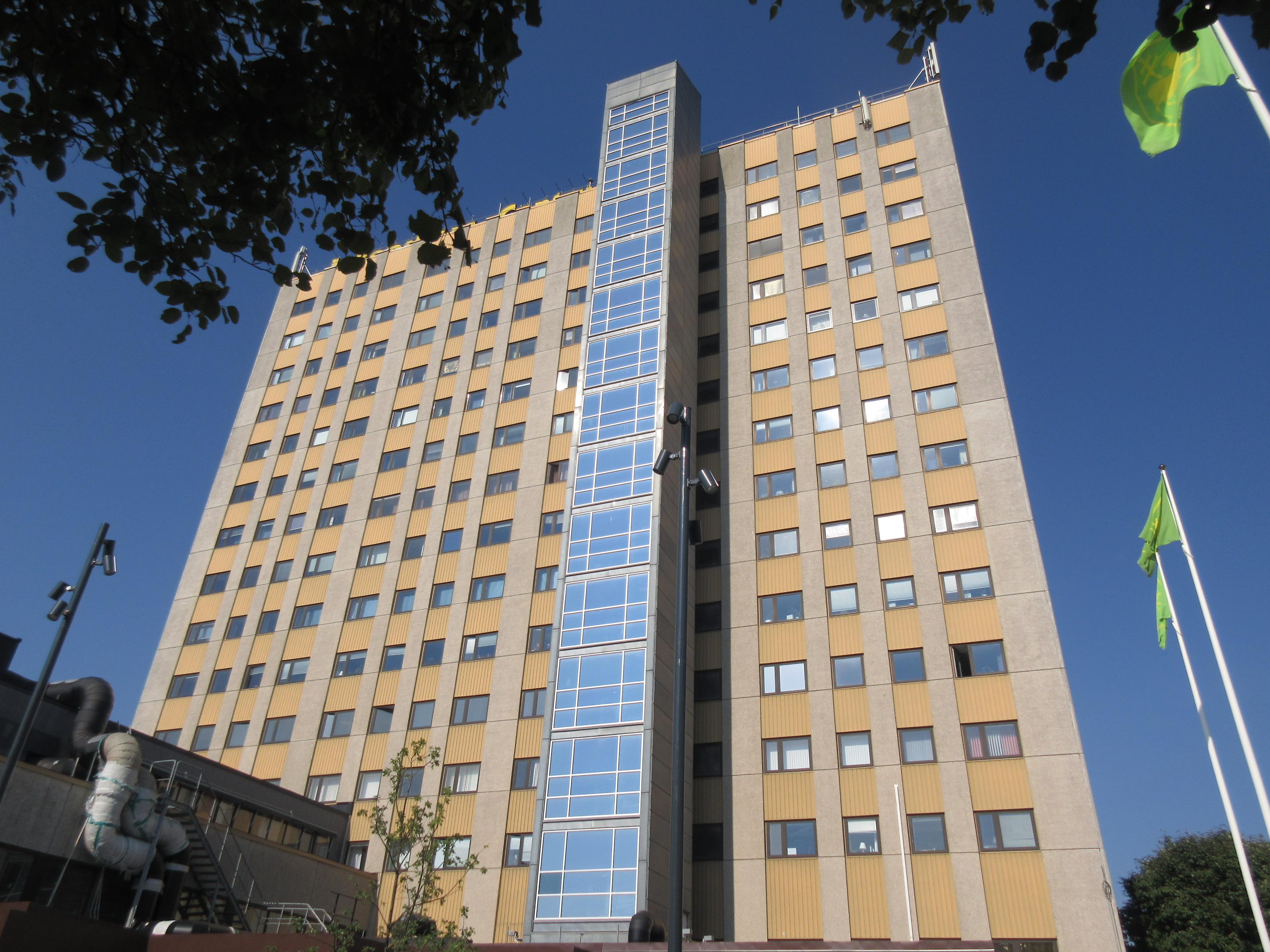
Posthuset i Jakobsbergs Centrum byggdes 1970 och fyllde 50 år 2020. Arkitekt är Nils Rasing (1910-1976). Posthuset i Jakobsberg var Nils Rasings sista verk innan han avled i maj 1976 vid 66 års ålder. Foto 2024.

År 1876 öppnade Jakobsbergs station vid nuvarande Jakobsbergs Centrum i samband med invigning av järnvägen. Stationshuset är byggt i 1½ våning och det hade ursprungligen väntrum och expeditioner på bottenvåningen och en lägenhet en trappa upp. Stationshusets exteriör har endast genomgått mindre förändringar sedan det byggdes. Tidigare var panelen rödmålad, men är nu gulmålad och snickerierna är något förenklade. Huset övergick i kommunens ägo under 1980-talets början och interiören är ombyggd.
Den kommunala förvaltningen och den kommersiella servicen i Järfälla hade en mycket expansiv period på 1960- och 1970-talen. Järnvägen som invigdes redan 1876 hade mycket stor betydelse för Jakobsbergs utveckling. 
Kring Riddarplatsen och Vasaplatsen är de centrala delarna av Jakobsbergs centrum uppbyggda. Kommunens förvaltningsbyggnader ligger runt det torg som bildats och där ligger också en lång rad butiker i bottenvåningarna av de stora flerfamiljehusen.
Jakobsbergs centrum började formas omkring 1920. Då styckades det nuvarande centrumområdet av från Jakobsbergs gård. Avstyckningen skedde för att småbruk, trädgårdsmästerier och egnahem skulle kunna anläggas här. En gles bebyggelse växte upp under de första årtiondena. Det var bara i området kring Jakobsbergs station som det fanns en mer samlad villabebyggelse. Här fanns även affärer och annan service.
I Nybergsområdet och Hammarområdet uppfördes flera flerfamiljshus i början av 1950-talet. Dessa områden ligger söder om Jakobsbergs station och det fanns då planer på att förlägga kommunens centrum dit. När kommunen 1949 skulle bygga lokaler för provinsialläkare, mödravård och barnavård och kommunalexpedition valde man dock att förlägga dem till en tomt invid Jakobsbergs station. Det gamla kommunalhuset, Jakobsbergs första kommunalhus, den röda tegelbyggnaden med dekorativt murade fasader och uppfört i två våningar, stod klart 1949. Det huset är ritat är arkitekten Wolter Gahn. Den röda tegelbyggnaden byggdes strax öster om Jakobsbergs stationshus och där kom även kommunens kommunalexpedition att inackorderas. Beslutet att bygga kommunalhuset bidrog till att Jakobsbergs centrum kom att utvecklas kring stationen. Nybergs centrum med ett 20-tal affärer invigdes i slutet av 1950-talet. Nybergs centrum kom av många att uppfattas som Järfällas framtida mittpunkt och vid 1950-talets början uppdrog kommunen åt SJs bansektion att undersöka möjligheten att flytta stationen 200 m söderut. Detta för Nyberg förmånliga läge aktualiserades aldrig, bland annat därför att järnvägskurvan vid Söderhöjden visade sig olämplig för stationsbygge. Jakobsbergs stationsbyggnad låg alltså kvar på sin plats och den slumpmässiga lokaliseringen av läkarmottagningen på 1940-talet kan sägas ha bestämt centrums läge till östra Jakobsberg. Detta tänkta centrumområde utgjordes ännu omkring 1960 av ett villaområde där de yngsta husen var byggda så sent som 1953.
Utbyggnaden av det blivande centrumområdet med tre flerfamiljshus i två våningar fortsatte åren 1950-1951. Det gamla kommunalhuset med dekorativt murade fasader av rött tegel och uppfört i två våningar var, som ovan nämnts, Järfällas första kommunalhus och det stod klart 1949 och det låg nära stationsbyggnaden. Byggnadsförbud över området lades 1953 och kommunen började mera aktivt att planera för ett modernt centrum. Efter att arkitekt Hans Åkerblad hade vunnit en tävling om nytt kommunalhus fick han i uppdrag att utarbeta en plan för hela centrum. Det nyligen byggda Vällingby var förebild när Jakobsbergs centrum planerades. Jakobsberg var aldrig tänkt att bli någon "ABC-stad" (Arbete, Bostad och Centrum). Man inriktade sig i stället, som i Farsta, på bostäder och centrum.
I september 1959 antogs centrumplanen av kommunen och fastställdes 1961. Den första delen av Jakobsbergs centrum invigdes den 7 oktober 1962. Det första centrumhuset som blev klart var "Apotekshuset" (Riddarhuset) vid Riddarplatsen 20 och det stod klart 1959. Därefter stod det nya kommunalhuset på Vasaplatsen 13 klart 1960. Järfälla nya kommunhus på Vasaplatsen 13  i Jakobsberg ritades av arkitekt SAR Hans Åkerblad och kostade 4,6 miljoner kronor att bygga, enligt Järfälla kommun. Järfälla kommunhus är en lång byggnad i fyra våningar under ett platt tak och en svängd grundplan, gatuplanet upptas av butikslokaler. Uppförandet av centrum i övrigt gick också fort och den första etappen av centrum kring Ridddarplatsen hade invigts 1962. En andra del kring Allmogeplatsen blev klar i december 1963 - februari 1964. Den tredje delen av centrum vid Riddarplatsen med två varuhus blev klar 1964. De första affärerna som öppnade i Jakobsbergs Centrum var varuhusen Domus och EPA år 1964. Öppningsdagen var den 3 september 1964. Domus och EPA var del av centrumets andra etapp och öppnade tillsammans. Domus blev senare Konsum och EPA omvandlades till Tempo. I det tidigare Domus lokal blev det senare Coop Extra. Varuhusens sortiment var förutom livsmedel och dagligvaror även kläder, husgeråd, textil, leksaker och sportprylar. År 1967 slutligen blev den sista och fjärde etappen av centrum kring Tornérplatsen-Allmogeplatsen, då bland annat Jakobsberg fick ett systembolag. Invigningen skedde den 24 september 1967.
I snabb takt har utbyggnaden sedan fortsatt med bland annat "Posthuset", som är ritat av arkitekt Nils Rasing och stod klart 1970. Detta hus på Vasaplatsen 11, som är ett högt punkthus, inrymde förutom lokaler för kommunen och Jakobsbergs tingsrätt, från början lägenheter på de övre våningarna. Jakobsbergs tingsrätt var en tingsrätt med kansli i Jakobsberg, som upphörde den 1 juli 2000. Men även dessa våningsplan omvandlades till kontor för kommunens behov. Posthuset i Jakobsbergs är ett av Järfällas mest kända landmärken. Det ägs och förvaltas av Järfällahus AB. Huset har 14 våningar och är 55 meter högt. Ursprungligen hade Posthuset tre funktioner, nämligen som affärshus med Posten i bottenvåningen och restaurang på plan 1, kontorshus med lokaler för kommunen och bostadshus med smålägenheter på de översta våningarna. Redan från början var bostäderna anpassade för att kunna byggas om till kontor, och efter bara några år skedde det också så. Posthusets verksamhet med Postverket i bottenvåningen omvandlades den 1 mars 1994 till det helstatliga aktiebolaget Posten AB. 2015 bytte man namn på den svenska verksamheten till Postnord (egen stavning: PostNord AB och postnord). Centrumområdet har därefter varit föremål för ombyggnader och 1993 invigdes centrumgallerian.

## Riddarparken

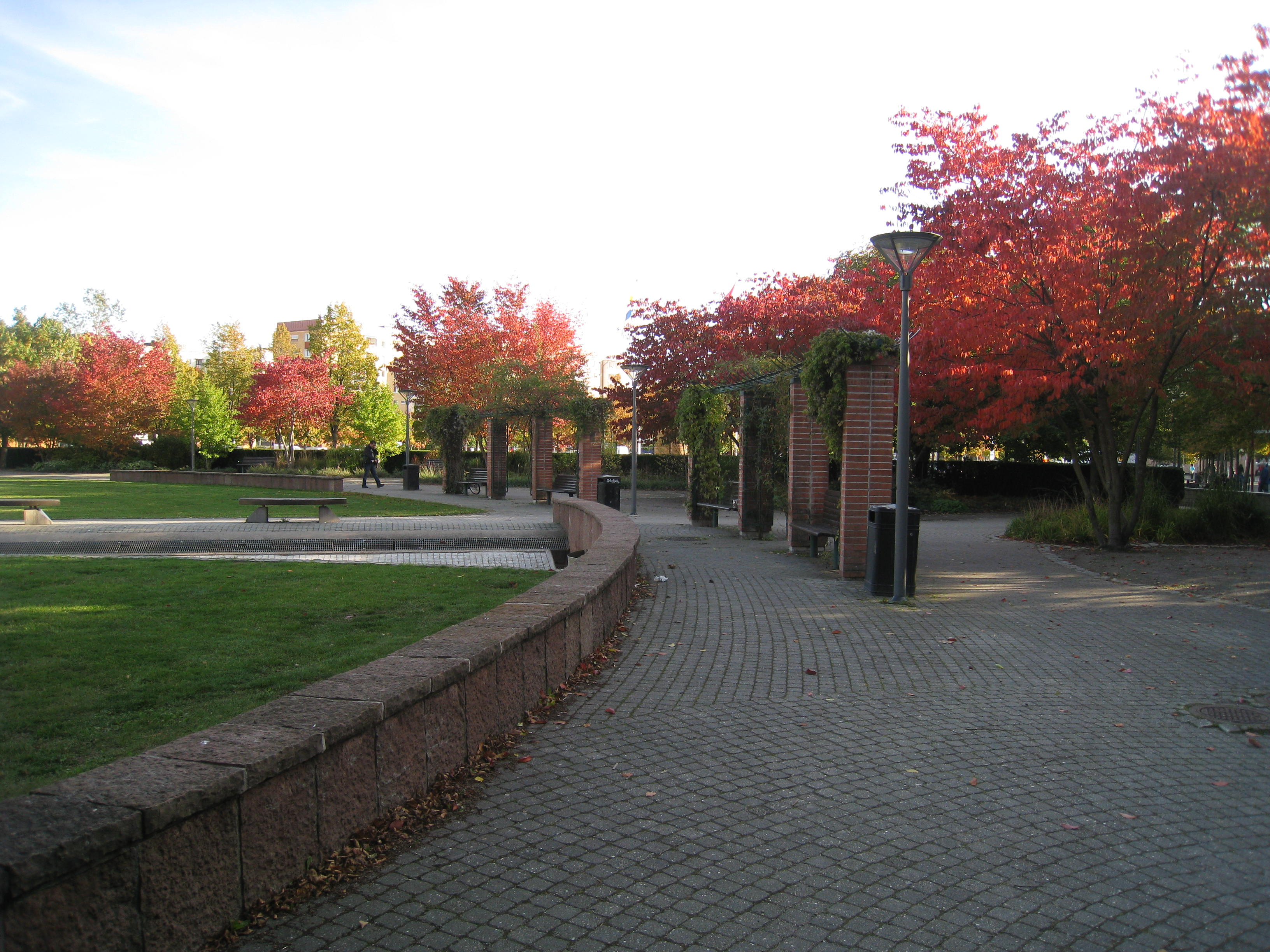
Riddarparken i höstfärger.

Invid Jakobsbergs centrum ligger Riddarparken. På platsen för Riddarparken låg tidigare en fotbollsplan, som på vintern konverterades till skridskobana, en stor gräsmatta och en pulkabacke. När 1960-talets barnkullar som bodde i höghusen runtom centrum vuxit upp blev platsen allt mer oanvänd och öde. I början av 1990-talet väcktes tankarna på att anlägga en ny park här i samband med upprustningen av Jakobsbergs centrum. Riddarparken planerades i nära samarbete mellan landskapsarkitekten Ulf Nordfjell och Järfällas dåvarande stadsträdgårdsmästare Kerstin Fogelberg. Den stod färdig 1995. Året därpå fick Riddarparken Sienapriset, som utdelas för att främja en god utemiljö.

## Bilder

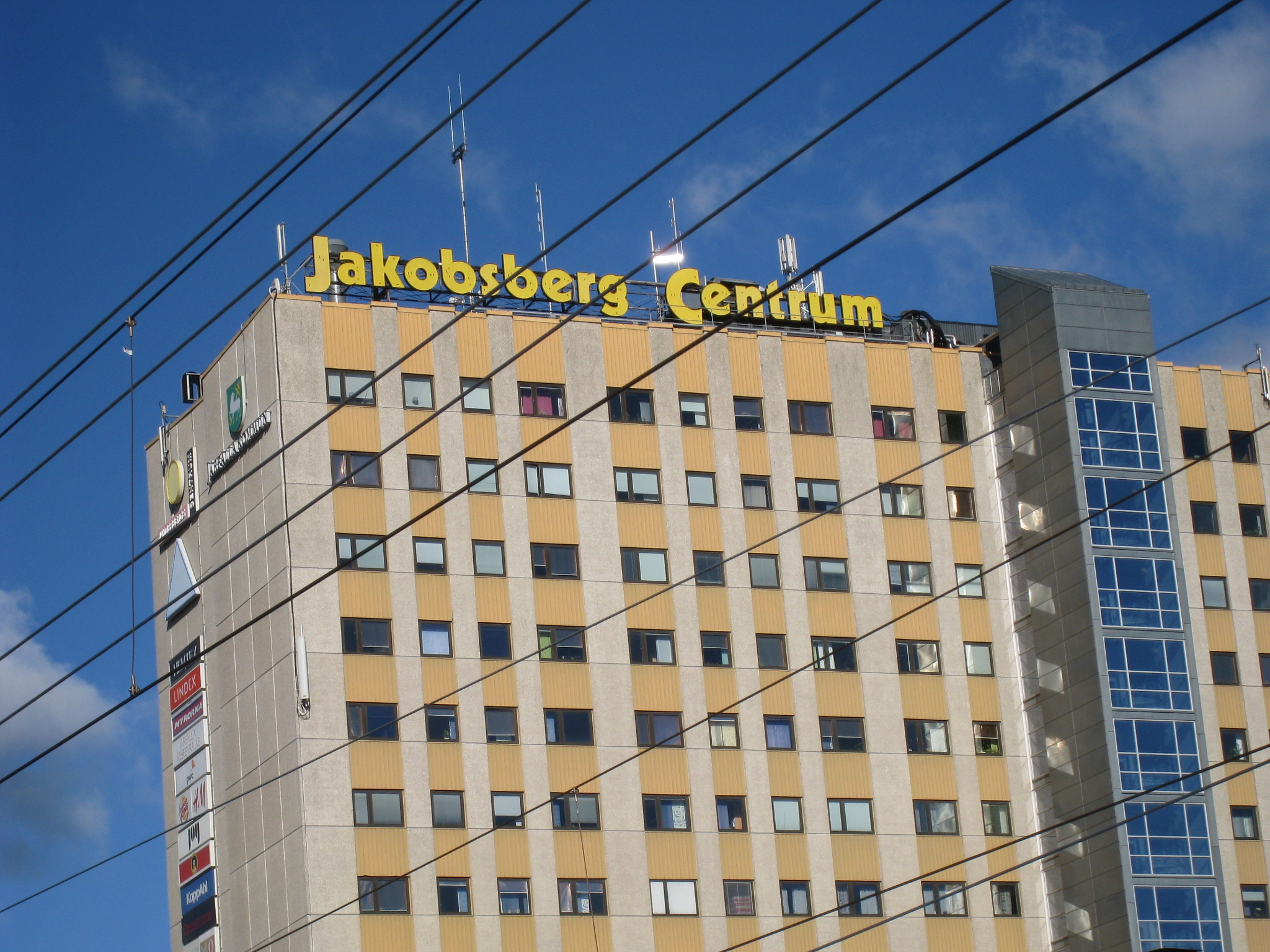
Posthuset i Jakobsberg Centrum.
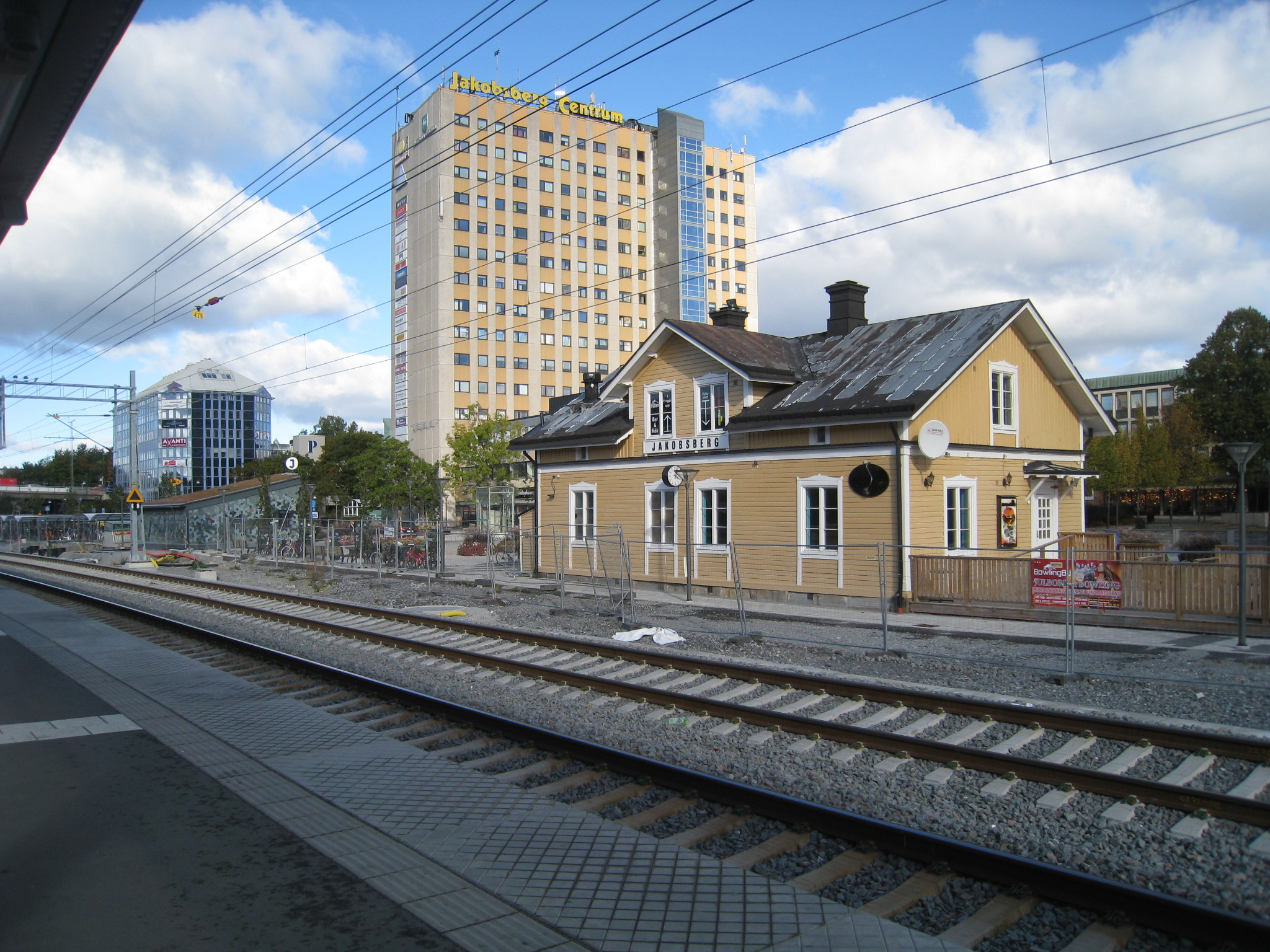
Posthuset och Jakobsbergs gamla stationshus i Jakobsberg Centrum.
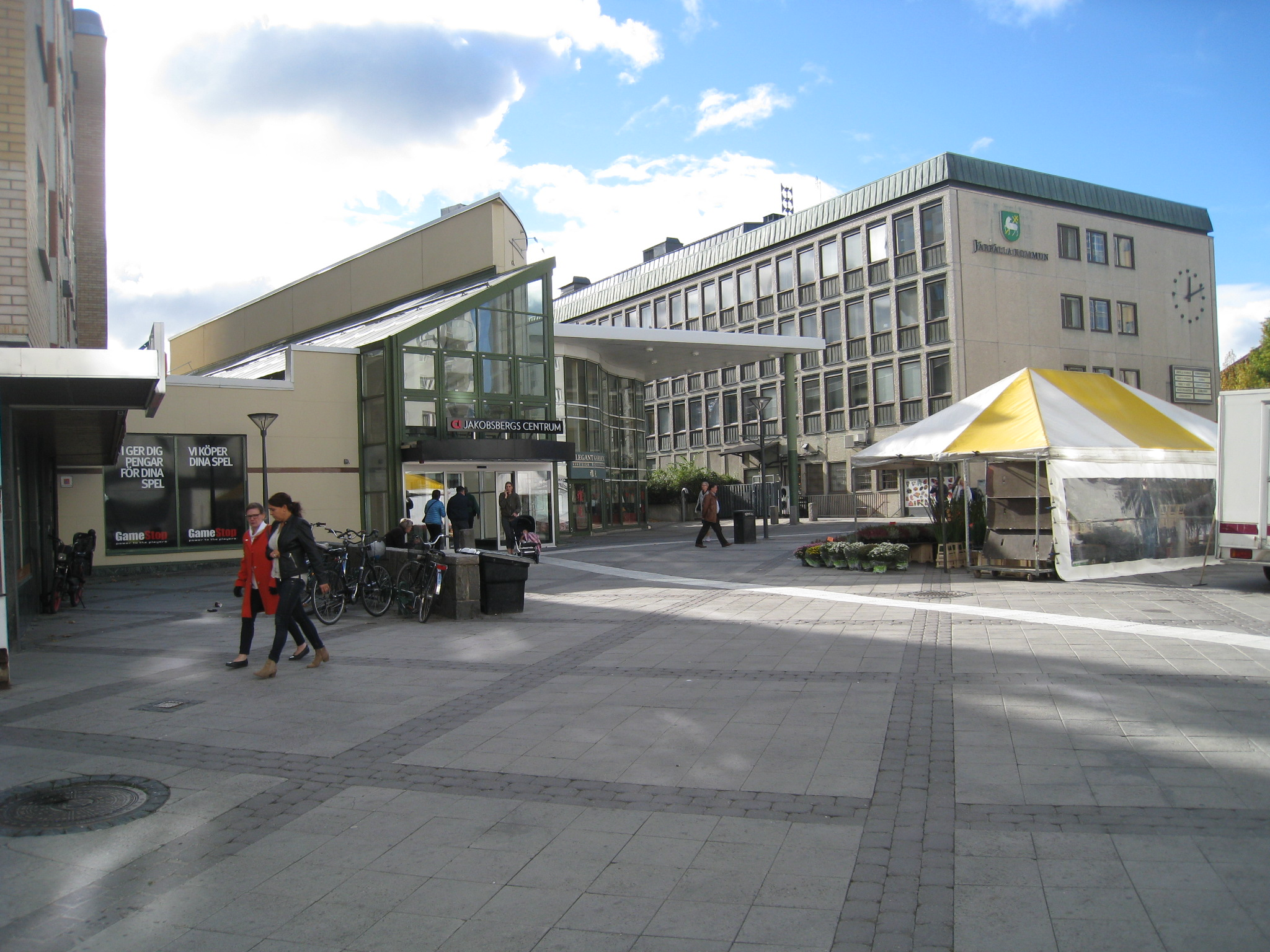
Riddarplatsen i Jakobsbergs Centrum med entrén till gallerian vid Visirstråket. Till höger syns kommunalhuset.
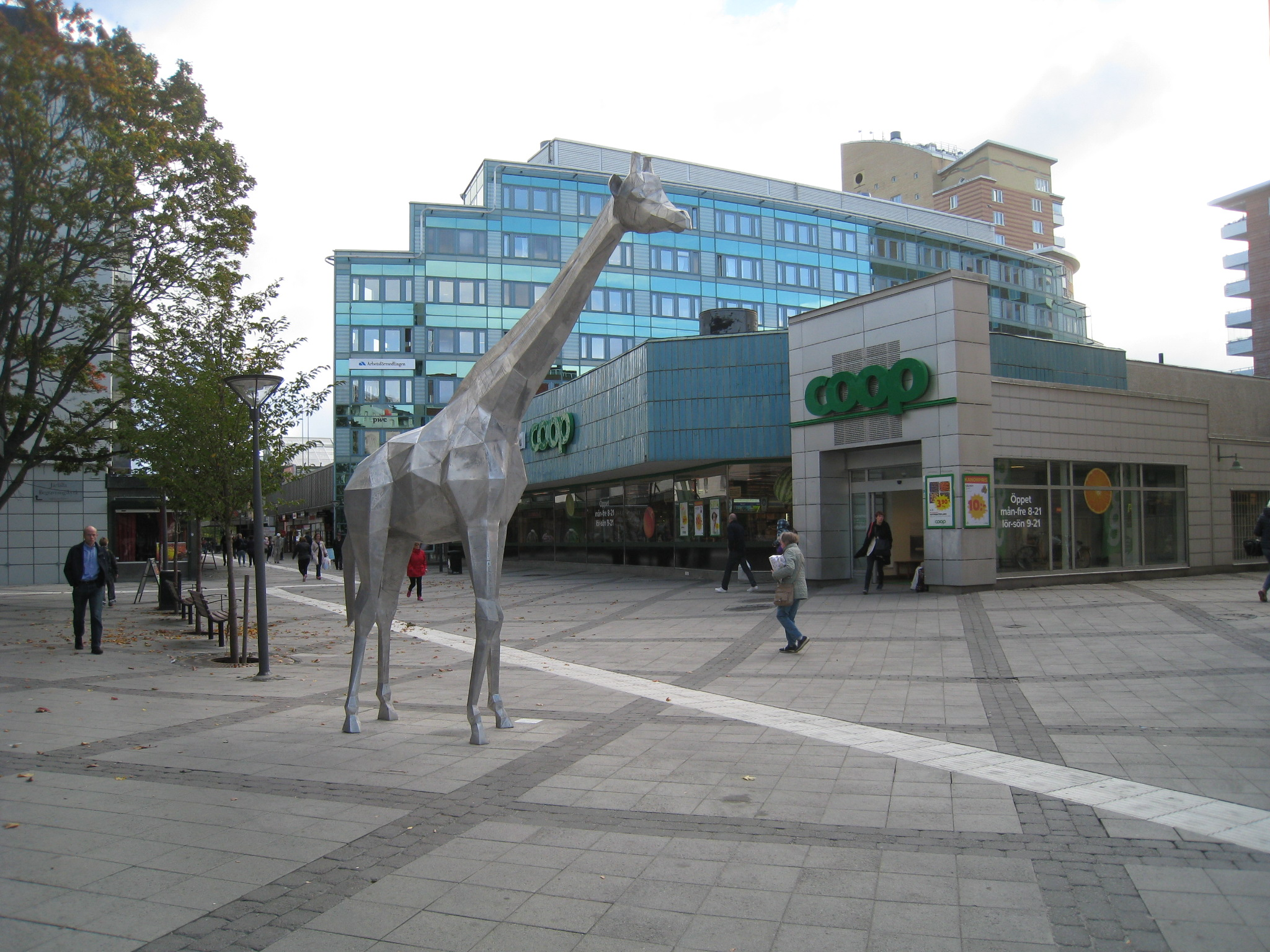
Skulpturen Giraffen i aluminium står på Riddarplatsen i Jakobsbergs Centrum. Skulpturen skapades 2015 av konstnären Thomas Karlsson och donerades till Järfälla kommun 2015 av HSB Norra Stor-Stockholm.
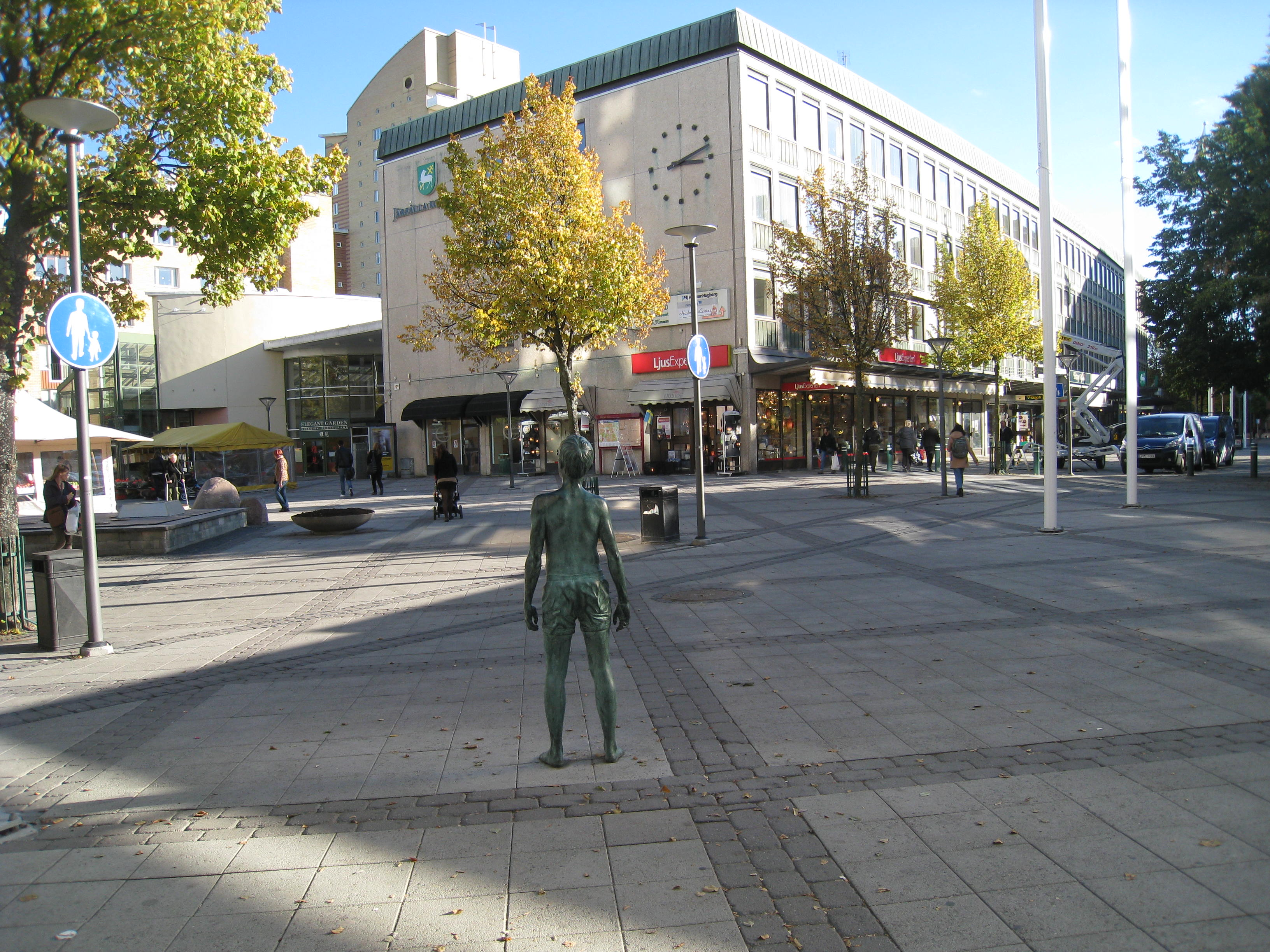
Kommunalhuset i Jakobsbergs Centrum med skulpturen Pojken i förgrunden. Skulpturen skapad 2013 av konstnären Lars Nilsson och donerades till Järfälla kommun 2013 av HSB Norra Stor-Stockholm.
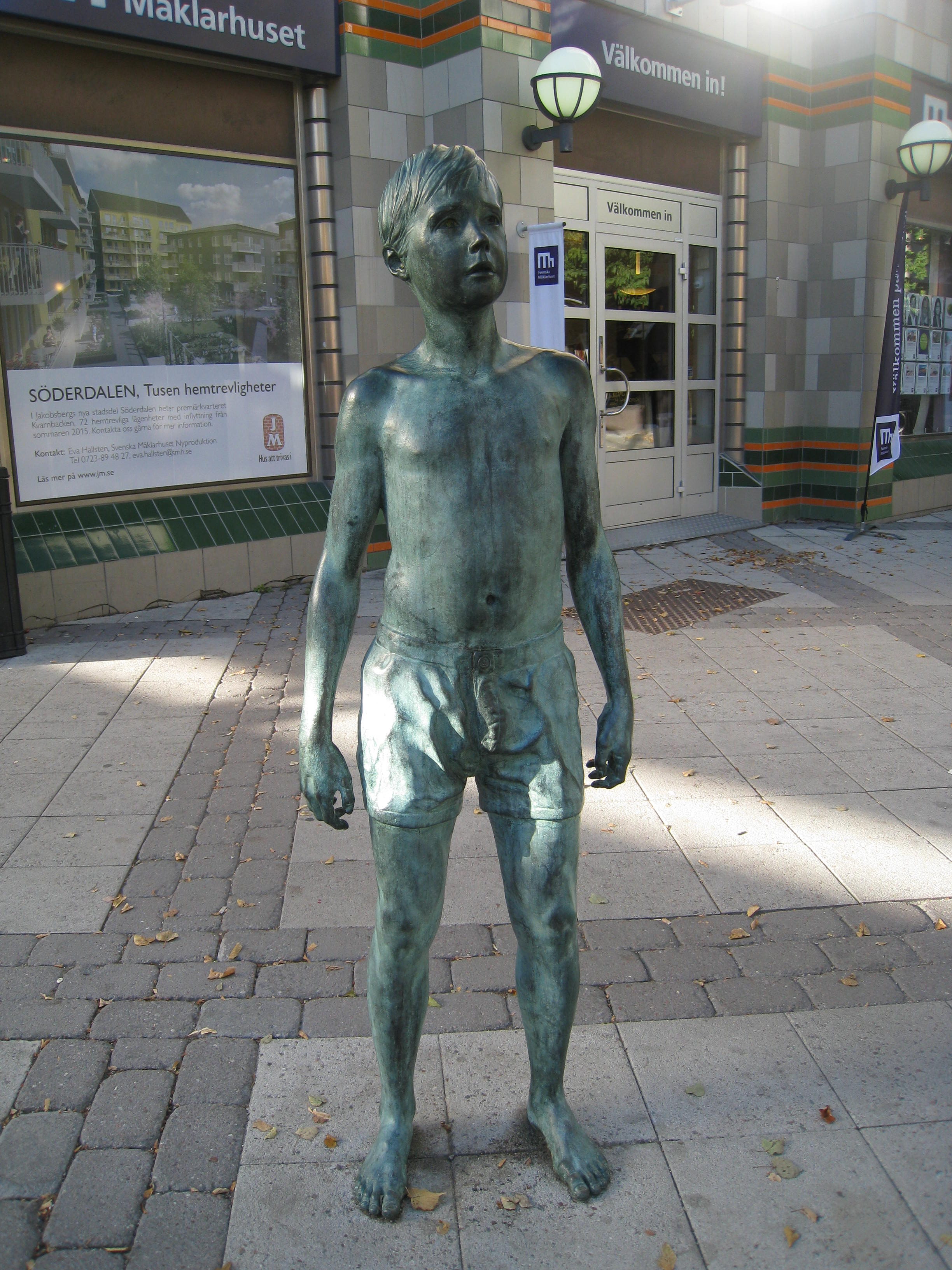
Skulpturen Pojken i brons står på Riddarplatsen i Jakobsbergs Centrum.
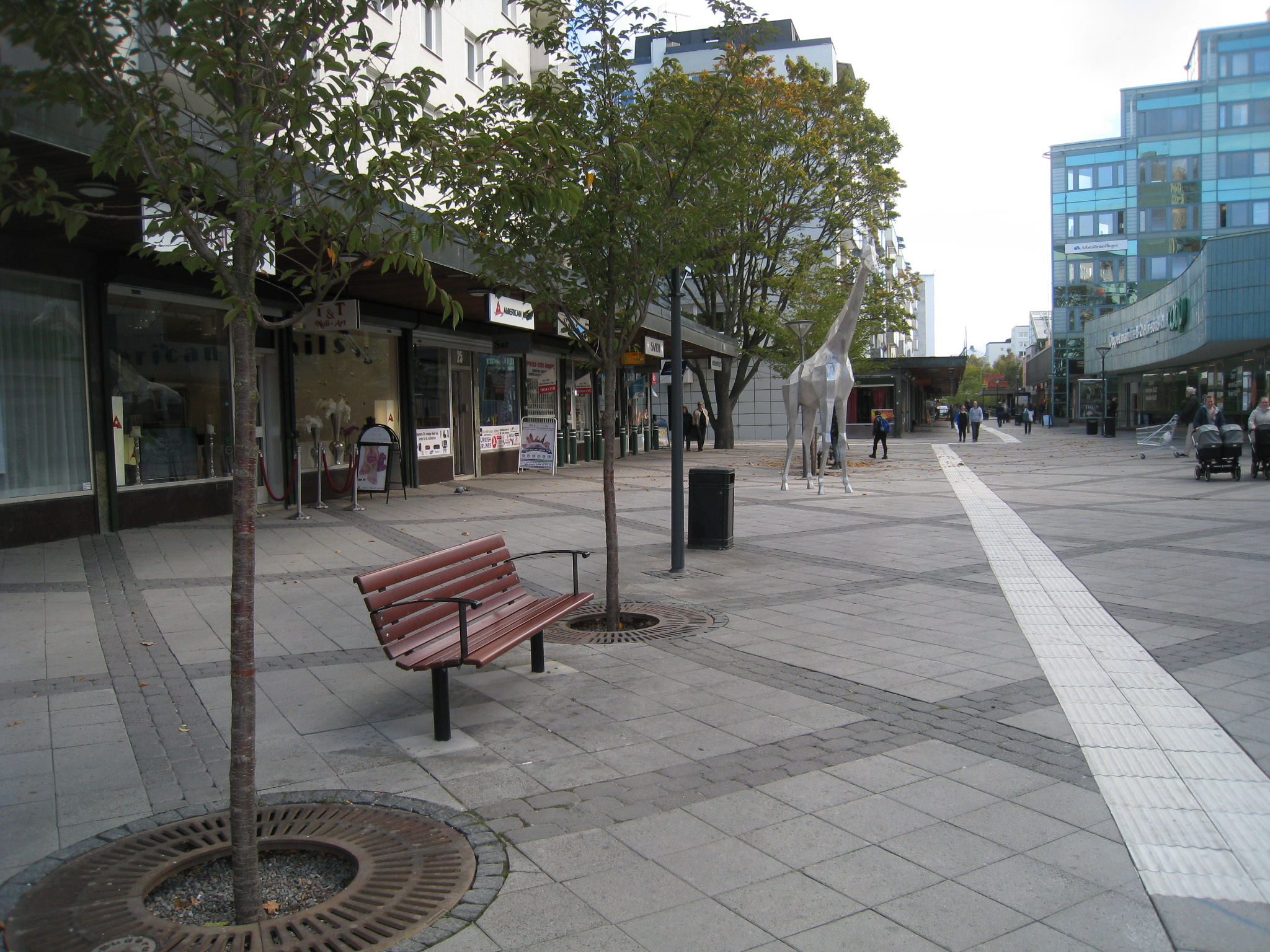
Riddarplatsen i Jakobsberg Centrum.